# 親親麻吉
《親親麻吉》（英語：Foster's Home for Imaginary Friends），香港作《鬼馬狂想屋》是克雷格・麥克拉肯為美國時代華納旗下的卡通頻道創作的一部動畫電視系列。這是卡通頻道工作室首個主要使用Adobe Flash動畫製作的節目，由位於伯班克和愛爾蘭的巨石傳媒公司共同參與製作。該系列故事設定在一個假想朋友與人類共存的世界中，主要講述了一位名叫麥克的男孩和他的假想朋友布羅之間的故事。當麥克的母親迫使他放棄布羅時，兩人發現一個專門收容被遺棄假想朋友的孤兒院，布羅便搬進了這個家。為了阻止布羅被領養，麥克必須每天準時在下午3點訪問他。整個系列圍繞著麥克和布羅的日常冒險展開，兩人與其他想像朋友和孤兒院工作人員互動，經歷各種有趣的故事情節。
麥克拉肯和他的伴侶蘿倫·福斯特養了兩隻狗後得到了創作這個系列的靈感，並將概念應用到了假想朋友身上。該系列於2004年8月13日首播，最初為一部90分鐘的電視電影，之後於8月20日開始了常規播出。該系列在2009年5月3日結束，共播映了6季79集。《親親麻吉》獲得了評論界的好評和行業的讚譽，贏得了多項安妮獎和艾美獎。該系列還被《娱乐周刊》和《IGN》等媒體評為卡通頻道最佳節目和最佳動畫系列之一。
2022年7月18日，宣布將製作一部衍生作品，由卡通頻道歐洲工作室製作，麥克拉肯回歸擔任創作者，該衍生作品將有全新的角色陣容。

## 概要

### 構思
有一天，克雷格・麥克拉肯和他的妻子蘿倫·福斯特到美國加州的動物避難所，領養了一些小狗。這時，麥克拉肯幻想著這些小狗在領養前是如何生活的。就這樣，他有麻吉之家的構思了。

### 動畫技術
本動畫是經麥克拉肯獨力和美國國外人士設計。他們使用了Adobe Flash、Adobe Illustrator和Adobe After Effects協助製作。亦因此，動畫製作成本較為昂貴。

## 親親麻吉的世界

### 幻想朋友之家
在親親麻吉的世界，每個小朋友的幻想朋友都真實地存在。但隨著年紀增長，許多幻想朋友都被遺棄。為了協助這些無助者，福斯特夫人創立了在於Wilson Way 1123號的麻吉之家，照顧這些失去家園的幻想朋友。而它的宗旨就是「好想像永不會被遺忘」。
以最新第50集「Emancipation Complication」作準，麻吉之家有2,037位幻想朋友。比起第38集所提到的1,340位，實在顯示了麻吉之家的龐大流量。而由於這棟屋可以有這麼多的東西和朋友，人們都懷疑它是幻想出來的，還是原本已那麼大。

### 城鎮所在
儘管動畫中沒有特別提及到發生在城鎮，卻有許多小提示在故事中穿插。
首先在第30集「Imposter's Home For Um...Make 'Em Up Pals」中，一個新幻想朋友從加拿大到來，說不需要太多時間；在第36集「A Lost Claus」中顯示當地冬天會下雪；而在第43集「Squeeze The Day」中，顯示當地的有線電視會報導托皮卡和史坡堪市的天氣。從以上跡象所見，故事理應發生在美國北部的其中一個城鎮。

## 主要角色

### 人類
- 麥克（Mac）（配音／英：西恩·馬奎特（英语：Sean Marquette） 台：張宇文）

一個八歲的開朗小男孩，其幻想朋友是布羅。他和媽媽與惡霸哥哥一起住。他有空時便會到麻吉之家探望布羅和一班有趣的幻想朋友，有時更會協助做各種大大小小的事務。麥克在解難能力和懲處別人方面都不錯，大家都認為他做事也很精明。順帶一提，麥克住在一排洋房的其中一個單位，距離麻吉之家不遠，只需步行過去便行了。此外，布羅曾說過，麥克只要吃了糖果就會像發酒瘋似的開始胡鬧，因此他媽媽禁止他吃糖。曾經和布羅與法蘭克在《飛天小女警·The Powerpuff Girls Rule》中客串登場。
- 法蘭珂（Frankie Foster）（配音／英：蘿倫·福斯特 台：錢欣郁）

福斯特夫人的22歲孫女。被何立蒙先生稱為"法蘭斯小姐"(Miss Frances)。父母不詳，在劇中並沒有提起他們。從法蘭珂的駕照上得知出生於1984年7月25日。她負責麻吉之家的大多數家務和確保所有幻想朋友的生活安全和快樂。雖然法蘭珂對何立蒙先生接二連三的命令感到抗拒和憤怒，但她都很樂意為每一位幻想朋友效勞。基於法蘭珂與福斯特女士的造型服裝類似，在網絡傳聞中有網民認為法蘭克實際上是福斯特女士幻想出來有著年輕時的福斯特女士樣貌的幻想朋友，但這個觀點不被大部分粉絲接受。曾經和布羅與麥克在《飛天小女警·The Powerpuff Girls Rule》中客串登場。
- 法斯德女士（Mrs Foster）（配音／英：坎迪·米洛（英语：Candi Milo） 台：馮友薇）

麻吉之家的始創人。雖然她已經是老人，但她仍然充滿精神，亦喜歡與人們開玩笑。她的幼年幻想朋友是滑稽小兔，也就是現在的何立蒙先生。
- 泰倫斯（Terrence）（配音／英：塔拉·史壯 台：趙明哲（前期）、孫中台（中期）、康殿宏（後期））

麥克的哥哥。他異常地愚鈍和缺乏同情心，所以經常打壓麥克和布羅。他的幻想朋友是Red，是一個愚鈍和強暴的正方體。此外還有一塊披薩餅，不過已經給他自己吃掉。
- 咕小姐（配音／英：格蕾·德萊勒 ：台錢欣郁）

麥克的朋友。她在幼年時給自己起了一個滑稽的名字 - Goo Goo Gaga 。這是因為這是她當時只懂得說的話。後來布羅遇上她便稱呼作Goo。Goo擁有非凡無限的想像力，一共幻想出超過600隻幻想朋友，同時也是法蘭珂的上司！

### 幻想朋友
- 布羅（Bloo）（配音／英：基思·弗格森（英语：Keith Ferguson） 台：孫若瑜）

麥克的幻想朋友，更是麥克的知己。全名為"Blooregard Q. Kazoo"。創作者為麥克，原本居住於麥克的家，後因常被麥克的哥哥泰倫斯霸凌，所以麥克的媽媽建議把他送去麻吉之家。他外形細小，呈房門形的一團藍色物體。他是在麥克3歲時被創造出來的，所以年齡為5歲(但在"Frankie My Dear"中他宣稱他的年齡算法與狗狗年齡類似而且年紀比麥克年長，所以是35歲，但不被麥克認同)。布羅是可以一直住在麻吉之家而不用被領養的特例，條件是麥克每天都要來探望他！由於他的淘氣和渴望盛名的性格，所以經常引起許多令大家不便和反感的事情，不過他在大家訓斥後會向眾人道歉，而且存著一顆善良的心。喜歡玩拍拍球，但是從來沒有成功打中任何一顆。曾經和邁克與法蘭克在《飛天小女警·The Powerpuff Girls Rule》中客串登場。
- 亞多杜（Eduardo）（配音／英：湯姆·肯尼 台：趙明哲（前期）、孫中台（後期））

一隻說西班牙式英語的幻想保護者。他的英文名字，Eduardo源自於拉丁美洲國家厄瓜多(Eduardo)。他頭上兩根尖角、紫色的毛髮、銳利的牙齒、粗重的身形和灰色的褲子都給人一種恐怖的感覺，但其實他的內心是十分善良的，很少用到他的強力。當人們都躲避亞多杜時，他便會感到傷悲並哭起來。而當他遇上陌生人，他便會被嚇倒並立即逃走。亞多杜非常喜歡吃馬鈴薯，經常與小幻想朋友或幻想小狗一起玩耍。他的創作者是妮娜·法雷羅莎 (Nina·Valerosa)創造他來保護妮娜不被惡鄰居欺負，妮娜如今是一位女警。與妮娜重逢，但仍居住在麻吉之家。
- 威特（Wilt）（配音／英：菲爾·拉瑪 台：康殿宏）

一位很高的紅色幻想朋友。他的名字"威特"(Wilt)源自於已故NBA球星威爾特·張伯倫 (Wilton Norman Chamberlain)，他擁有一張螃蟹狀的臉；一隻又短又禿的左手和變了形的的左眼柱，雙腳總是穿著一雙球鞋，而且他的球鞋無論在任何一種地板上行走時都會發出吱吱聲。威特最喜歡打籃球和幫助別人，口頭禪是「抱歉」。對自己能拯救被遺棄的紀念朋友和完成各種困難家務的感到自豪。雖然在別人面前都總是漏出笑容，但其實有段悲傷的過去。他的創作者是喬丹·邁克 (Jordan·Michael,取自於NBA球星邁克爾·喬丹)，是一個籃球玩家，對威特的球技感到自豪，但後來在一場意外中威特失去了左手，威特因擔心喬丹會對他沒能贏得比賽而失望，所以離家搬到麻吉之家居住。在第39集"Room With A Feud"中提起他是布羅一幫朋友中最資深且是住在麻吉之家最久的。到後期曾回去尋找喬丹。
- 蔻蔻（Coco）（配音／英：坎迪·米洛（英语：Candi Milo）、台：錢欣郁）

一隻由飛機、鳥和棕櫚樹混合成的瘋狂幻想朋友。她唯一說的話與寫的字只有"Coco"，要理解真正意思就要將所有"co"劃分音節，再把它們融入情境。但如果她一次說了太多的"co"，大家都不會清楚其意思。在動畫中，幻想朋友都會把蔻蔻說的話大概地解釋出來。蔻蔻最喜歡喝可可茶，但有時因此引起混亂。她亦能生下一個個能夠給大家生活所需的膠蛋，但膠蛋裡也有可能是蔻蔻自己所要的。蔻蔻的創作者不詳，她是在南太平洋一座荒島上被兩個科學家，亞當(Adam)與道格拉斯(Douglas)發現，這兩個科學家的名字取自於本劇後期編輯Douglas Adams的名字。在"So Called My Wife"中被一個富人誤會是何立蒙先生的太太。根據Craig McCracken在DeviantArt上po文的描述，蔻蔻的創作者是在一座小島上落難時創造她的，蔻蔻的頭是一棵棕櫚樹，身體是一架墜毀扭曲的飛機，嘴部是一艘消氣的橡皮救生艇，橘色的雙腿來自她的創作者在島上持續見到的曬傷的人腿，蔻蔻的名字來自於她的創作者每天吃的椰子（coconut），她古怪的個性則是源自他的創作者在島上待得太久導致心智失常。
- 何立蒙先生（Mr. Herriman）（配音／英：湯姆·凱恩（英语：Tom Kane）、台：康殿宏）

一隻由法斯德女士所幻想出來的兔子管家。他在麻吉之家權高望重，所有人都要遵守他訂下的的規則。他自己也是一個有原則的人，與布羅的頑皮性格是完全對立的。何立蒙先生有時會向法斯德女士舞動一番。布羅曾經把其片段放上互聯網，興起全城大熱。另外，何立蒙先生是一位現代科技盲，不但不懂何謂網際網路；還扔停留在用打字機和手搖攝影機的年代。
- 公爵夫人（Duchess）（配音／英：格蕾·德萊勒 台：馮友薇）

一個貪圖享逸，驕傲自大，自私自利的幻想朋友。她的全名為"Her Royal Duchess Diamond Persnickety the First, Last, and Only"。她的想象構源自於立體主義類型的畫作。為免衝突，麻吉之家的所有幻想朋友都要細心防制或待奉她，儘管她經常不滿和誓言脫離麻吉之家。在劇中每當有人蹦跑經過她身邊她都會像人形立牌一樣被旋轉，這代表她是2D的(雖然在動畫電影"House of Bloo's"中她是以3D呈現)。要求法蘭克每天早上打開她的眼皮叫她起床。劇中沒有提起她的創作者，但後期曾經被麥克的鄰居領養，但由於太吵所以被麥克和布羅抓回麻吉之家。英文版動畫中她說著帶有德文口音的英文。
- 起司（Cheese）（配音／英：格蕾·德萊勒 台：趙明哲（前期）、康殿宏（後期））

一隻病黃色幻想朋友。創作者為麥克的鄰居，路易斯(Louise)。由於他首次出現在麥克的床上，而且叫麥克"爸爸"，所以被誤會為麥克意外做成的第二位幻想朋友。他行為古怪，嚇怕了不少其他人。另外，在第二套有關起司的故事—The Big Cheese播出後，其人氣指數急速上升，成為卡通頻道的其中一個賣點卡通人物。

## 每集主題及獎項

### 第1輯（第1至13集）
| 集數    | 主題                               | 劇情 |
| ------- | ---------------------------------- | --- |
| 01 - 03 | House of Bloo's （90分鐘電視電影） | 麥克是一個八歲的小男孩。與眾不同的是，他仍然兼顧著自己的幻想朋友—布羅。可是，麥克的哥哥和母親已經極力反對他和布羅一起，認為如此才可令麥克好好學習和成長。就在這時，布羅發現麻吉之家，希望可以加入，從而解決麥克的煩惱和改變自己被完全遺棄的命運 ...... （奪得艾美獎最佳美術指導、傑出個人成就獎（動畫組）） |
| 04      | Store Wars                         | 終於到了法斯德女士的生日！麥克一夥於是在當天乘坐巴士到商場買禮物。不過，他們都因為在商場內探索新奇事物而失散了，而且遇上不少惹笑和驚險事件。 |
| 05      | The Trouble with Scrribles         | 在好奇心驅使下，布羅意外打開了一道秘密門。門後藏著的是一群名為「愛亂畫的小朋友」（Scribbles）的東西。起初，「愛亂畫的小朋友」弄至全屋大亂。但後來，布羅發現到這些「愛亂畫的小朋友」可以幫助各人做大大小小的事務，解決了安置它們的疑難。可惜的是，這樣做令到幻想朋友都懶惰起來，失去了自己的特色......       |
| 06      | Busted                             | 對著何立蒙先生的規矩，布羅和法蘭珂都苦不堪言。其中，布羅還因規矩的問題意外打碎法斯德女士的雕塑。為了逃避何立蒙先生所訂的處分，布羅一夥先後嘗試利用牙膏、肥皂和強力膠水等等把雕塑復原。然而，這卻害苦了要履行所有家務的法蘭珂。                                                                              |
| 07      | Dinner is Swerved                  | 晚餐時間，麥克和布羅居然無辦法靠自己到麻吉之家的聚餐廳去！在輪迴轉動之間，他們發現了許多麻吉之家的特別事物和地方，如幻想食物朋友的秘密地帶。另一方面，何立蒙先生竟一時意氣，要大家等布羅到達才能正式開餐。                                                                                                  |
| 08      | World Wide Wabbit                  | 為了宣揚麻吉之家，法蘭珂要麥克和布羅拍下各幻想朋友的自白片段。就在這時，他們拍到了何立蒙先生向法斯德女士舞動一番的情況，看時感到非常惹笑。於是，這短片瞬間傳遍整個麻吉之家。後來，布羅更把其片段修剪後放上網際網路，興起全城大熱。 （奪得艾美獎最佳編劇（動畫組））                                         |
| 09      | Berry Scary                        | 一位新的幻想朋友「粉莉」（Berry）來到了麻吉之家，隨即愛上布羅。然而，她極為妒忌他和麥克的友情，便阻礙他們做出世界紀錄的計劃。最後，粉莉終於搶先與布羅做出世界最大的橡皮圈球。這時，麥克拿著一個橡皮圈到來......                                                                                             |
| 10      | Seeing Red                         | 麥克的哥哥泰倫斯喜歡向麥克搗蛋，但面對布羅則毫無辦法。於是，泰倫斯便幻想出一隻叫「紅德」（Red）的立方體，分別去制衡麥克和布羅。最終，泰倫斯成功玩弄麥克，但紅德卻被布羅玩轉和感化了。 |
| 10      | Phone Home                         | 布羅誤會了一個穿上手提電話服裝的人為幻想朋友，竟然要利用他和一些笑話去挑戰威特成為「每月之星」。但麥克似乎找到了一位更好的幻想朋友榜樣...... |
| 11      | Who Let the Dogs in？              | 經過別人錯誤帶來一隻狗，大家得知何立蒙先生害怕小狗。後來，亞多杜和麥克先後發現了許多小狗潛入了麻吉之家，便設法掩護他們，不讓何立蒙先生看見牠們。但後來，大家都發現這些小狗都是幻想出來的。 |
| 12      | Adoptcalypse Now                   | 一個星期六，當麥克來到麻吉之家，發現當天原來是領養同樂日。麥克和布羅都不想因為這天而失去大量的好朋友，便決定把所有幻想朋友匿藏在屋內。行動期間，他們都成功地避開何立蒙先生和法蘭克的懷疑。不過，人流是一浪接一浪的......                                                                                    |
| 13      | Bloooo                             | 在一個雷雨交加的黑夜裡，威特、亞多杜和可可看了恐怖電影後把著涼的布羅誤為鬼怪，竟然追打他。另一方面，法蘭珂送麥克回家後，無法打開麻吉之家的大門，而且感到有人監視自己，場面非常緊張。 |

### 第2輯（第14至26集）
| 集數 | 主題                               | 劇情 |
| ---- | ---------------------------------- | --- |
| 14   | Party is Such Sweet Soiree         | 布羅趁何立蒙先生、法蘭珂和法斯德女士離開麻吉之家後，把全屋打轉為一個大派對。麥克和公爵夫人欲停止，但布羅利用到麥克的致命傷—糖，使他狂歡起來；然後，他又阻止公爵夫人使用電話。這場大派對，究竟到何時才完結？                                   |
| 15   | The Big Lablooski                  | 法斯德女士被保齡球隊遺棄，便與麥克、亞多杜、威特和可可組隊挑戰。然而，麥克後來被玩球更好的布羅取締。就在這刻，麥克遇上一個幻想保齡球手，得到技術培訓。                                                                                        |
| 16   | When There's a Wilt, There's a Way | 威特時常願意幫人，是一個優點，同時是一個缺點。在這故事中，大家可以看見威特幫人而弄出來的大弊端。 |
| 16   | Everyone knows it's Bendy          | 一位新的幻想朋友「班迪」（Bendy）被原主指常常做壞事，而被送進麻吉之家。經何立蒙先生和法蘭克對原主小孩的觀察，認為班迪被冤枉。不過，他們都不知道自己已被可憐的面孔騙倒了。而且，事件更影響到布羅一夥。於是，一連串的復仇計劃開始了......       |
| 17   | Sight for Sore Eyes                | 「伊文」（Ivan）是一隻有二十隻眼的幻想朋友，和盲眼的原主走散了。麥克和布羅出手相助，卻留下了亞多杜、威特和可可，使他們產生了被遺棄的想法。 |
| 17   | Bloo's Brothers                    | 在一次個人短講中，麥克以布羅為主題，使班內朋友都要幻想出他們獨愛的布羅。最開心的是，這些布羅令麻吉之家收到宣傳之效，而全班亦拿到滑雪表演入場劵的獎賞。不過，這些小朋友開始對布羅無興趣。                                                      |
| 18   | Cookie Dough                       | 為了修補麻吉之家的漏水位，布羅決定賣檸檬水來籌募經費。後來，布羅發現法斯德女士一年一度製作的家傳餅乾更為賺錢，便決定向這方面拓展。不過，由於布羅對餅乾和朋友缺少愛，結果打垮了整個生意。                                                      |
| 19   | Frankie My Dear                    | 法蘭珂的美麗一面，深受麥克和布羅的愛載。就是這一份愛載，令他們連薄餅小子和白馬王子模樣的幻想朋友都視為情敵。但是，實際的考驗其實是在晚上的一間餐廳內出現。                                                                                    |
| 20   | Mac Daddy                          | 一天早上，麥克發現自己好像有了第二個幻想朋友—「起司」（Cheese）。這件事令到一向喜歡刺激的布羅不感味兒。他的怪異行為亦為眾所憎恨。到底布羅能否與芝士好好相處？                                                                                 |
| 21   | Squeakerboxxx                      | 麥克一夥到蜜蜂機動樂園玩，用大家所得的遊戲票換了一隻粉紅吱吱象。正在爭論誰擁有之時，法蘭珂要他們輪流分享。但是，布羅經常爭著要玩，最後更弄壞了發出吱吱聲的部位，使亞多杜很傷心。                                                              |
| 22   | Beat with a Schtick                | 一個新的幻想朋友來到時，與布羅的笑話有過節，便約定與他在下午四時會面。布羅恐懼起來，四處尋找容身之所，更要泰倫斯前來協助。但到了最後，都是要布羅自己面對......                                                                                |
| 23   | The Sweet Stench of Success        | 為了成為知名人，布羅親自到電視台攝位，得到一位好萊嗚導演賞識，結果成為一個防臭劑的代理。結果，布羅得到許多追求者，亦做到許多節目的主持。不過，現實並不是這麼理想的......                                                                      |
| 24   | Bye Bye Nerdy                      | 布羅想向麥克告知打破高分紀錄的事，但發現麥克正在留課。於是，他認為麥克成為了笨蛋！為免形象受損，布羅用了他所謂的「潮流」雜誌來為麥克打造新形象。可是，這只令麥克難堪和被更多人視為笨蛋。                                                      |
| 25   | Bloo Done It                       | 最原始的幻想朋友之一「口袋叔叔」（Uncle Pockets）回來麻吉之家，搶盡了布羅的報紙不少風頭。於是，布羅決定要把口袋叔叔最不為人知的一面拍下來。結果，他發現口袋叔叔正在與法蘭珂、何立蒙先生和法斯德女士商討一些計劃，同時在花園埋下一些不明事物。 |
| 26   | My So Called Wife                  | 一位富人誤會可可是何立蒙先生的妻子，便邀請他們一起參加一個慈善嘉年華會。同時，麥克和布羅亦想從遊戲中噴射車，便一同參賽。但問題是，雙方能否改善自己的儀態？                                                                                    |

### 第3輯（第27至40集）
| 集數 | 主題                                       | 劇情 |
| ---- | ------------------------------------------ | --- |
| 27   | Eddie Monster                              | 眾所周知，亞多杜很怕事。為了令大家改觀，他跟隨泰倫斯到堆填區的幻想朋友擂台比武。另一面，麥克一夥四處尋找亞多杜，並想告訴他，他們都不會嫌棄他怕事的性格......                                                                                            |
| 28   | Hiccy Burp                                 | 在今年的幻想朋友大賽前夕，麥克的同學指出他的幻想朋友是最好的。麥克不忿，便要布羅參加比賽，在賽事中的自由發揮項目選了打嗝歌。豈知，對方亦是玩這項目，而布羅的打嗝亦開始消失。                                                                            |
| 29   | Camp Keep a Good Mac Down                  | 麥克喜愛露營，在星期六和布羅一夥建議在離麻吉之家不遠的小樹林體驗一下。但是，麥克發現，今次和幻想朋友去露營實在是嚴重失策，並遇上許多前所未有的郊外驚險。                                                                                                |
| 30   | Imposter's Home for Um... Make 'em Up Pals | 又一個新的幻想朋友......或是偽裝朋友到來麻吉之家。為了查出這個朋友的身份，法蘭珂不斷調查和爭論，並有意打他。究竟這位朋友有甚麼來頭？ |
| 31   | Duchess of Wails                           | 公爵夫人終於被領養了！但壞消息是，她住在麥克家的隔壁。每天的嘈吵都令到麥克一家人無所適從，而媽媽更想搬家去。就這樣，儘管受到大家反對，麥克和布羅硬要把公爵夫人捉回麻吉之家。 （奪得安妮獎最佳電視動畫原創音樂）                                         |
| 32   | Foster's Goes to Europe                    | 麥克得到了七張歐洲來回機票，請了大家去遊玩。但在飛機起飛前一小時，大家都仍在交托麻吉之家的大小事務，仍在想要帶甚麼行李，和仍在思考要不要出發！時間不早了，大家可否在十數分鐘趕上飛機？                                                                  |
| 33   | Go Goo Go                                  | 麥克在花園內找到一個女孩。她非常長氣，說得很快，又喜歡幻想朋友。她就是Goo了。然而，Goo擁有非凡無限的想像力，一次已幻想出數十隻幻想朋友。於是不久，麻吉之家已被無數幻想朋友擠得水洩不通。麥克有甚麼辦法解決問題？ （奪得艾美獎傑出個人成就獎（動畫組）） |
| 34   | Crime after Crime                          | 何立蒙先生偷了蘿蔔，藏在不同地方。為免大家發現它們，何立蒙先生罰了不少人無晚餐吃。另一方面，布羅大肆破壞，要何立蒙先生罰他。全因今晚的食物是法斯德女士的家傳噁心食物—I.T.。                                                                             |
| 35   | Land of the Flea                           | 在一次清洗中，亞多杜巧合地得到一些跳蚤，便友好的收留他。然而，這些跳蚤開始大量散播，到了不少有毛的幻想朋友身上。於是，大家都要亞多杜想辦法安置這些好朋友。                                                                                              |
| 36   | A Lost Claus （聖誕節特別篇）              | 看到多個幻想聖誕老人，麥克不再相信有這人物存在。於是，大家都要恢復對聖誕的信賴。（奪得安妮獎最佳電視動畫設計） |
| 37   | One False Movie                            | 為了讓麥克的錄影功課好看，布羅加了一些惹笑聲效。結果，麥克的錄影被校長賞識，並要他拍一套可以問鼎州際學生錄影大賽的作品。於是，布羅便協助他做一套大型電影...... （注意：在本集最後，會突然彈出「完」）                                                   |
| 38   | Setting a President                        | 對著何立蒙先生的規矩，布羅和法蘭珂......又是苦不堪言。於是他們開始了一場麻吉之家領袖選舉。起初，法蘭珂的人氣遙遙領先。在緊急關頭下，何立蒙先生拉攏布羅做選舉顧問，一起對抗法蘭珂的衝擊。                                                                |
| 39   | Room with a Feud                           | 一個幻想朋友走了後，布羅、亞多杜、可可和威特爭取其房間。他們進行了不同的大大小小比賽，並用盡一切所有辦法，發現他們自己根本不夠另一位幻想朋友更有資格。                                                                                                  |
| 40   | Cuckoo for Coco Cards                      | 麥克全班遊覽麻吉之家，當中可可大受歡迎。布羅不滿，屢次破壞氣氛。後來，可可做了一套幻想朋友卡，給大家收集。而由於她和布羅有爭執，便把布羅卡數量推至最高。對於身份被這樣貶低，布羅決定打賭要收集全部幻想朋友卡。                                          |

### 第4輯（第41至53集）
| 集數    | 主題/標誌                                             | 劇情 |
| ------- | ----------------------------------------------------- | --- |
| 41      | Challenge of the Super Friends                        | 在一次處理大幻想朋友中，麥克結識了幻想俠，並成為合拍的英雄組合。布羅不服自己受冷落，竟勾結幻想俠的宿敵，和新的英雄組合作出連番對戰。                                                                             |
| 42      | The Big Picture                                       | 大合照當天，麥克和布羅發現舊時有一張沒了所有幻想朋友的合照。於是，他們不斷問其他人和作出瘋狂的思想。最後，布羅發現秘密在於樓梯和地庫之間的一個裝置。                                                             |
| 43      | Squeeze the Day                                       | 麻吉之家全屋人到沙灘去......除了布羅。於是，他和麥克就獨自兩人暢玩一番，甚至進行麻吉之家的大尋寶活動！ |
| 44      | Neighbor Pains                                        | 在領養同樂日，布羅發現了一個厭惡幻想朋友的老鄰居和他那個頑皮的孫兒。於是，他和福斯特夫人把所有的領養證書都扔到對方家去。到底他們怎樣把這些領養同樂日必須的事物拿回來？                                           |
| 45      | Infernal Slumber                                      | 布羅突然帶了眾幻想朋友，要開午夜派對。從一點至五點，麥克要確保家人仍在安全的睡眠狀態。不過，這派對仍然吵醒了泰倫斯。布羅一夥最終能否掩飾這個午夜派對的所有事？                                                   |
| 46      | I Only Have Surprise For You                          | 麥克九歲了，他認為布羅會一於以往，舉行一個令他難堪的派對。於是，他對一切派對事物都進行大破壞。不過，布羅永遠都會為這個難堪派對想多一步......                                                                     |
| 47      | Bus the Two of Us                                     | 布羅見法蘭珂忘記了巴士車匙，便把它駕駛走了。他帶了麥克上車，又與飆車族比賽，更試用收費公路和迎接截車客。另一方面，威特、蔻蔻和Goo試圖掩飾事實。                                                                  |
| 48      | The Big Cheese                                        | 起司闖入麻吉之家，對大家做成不便。於是，何立蒙先生安裝了防盜密碼系統。然而，他誤會了「密碼需要隨機」的意思，令全部幻想朋友困在屋外！最幸運而又倒霉的是，呆呆的起司知道這個隨機密碼......                         |
| 49      | Bloo's the Boss                                       | 布羅要大家幫一個單眼貓幻想朋友，但沒有人相信。最終由法斯德女士下令麥克一夥幫手，結果受到電視台報導採訪。為此，布羅決定開一間自己所有的麻吉之家，希望可以上鏡。                                                   |
| 50      | Emancipation Complication                             | 麥克從衣櫃中救了一個被用作測驗作弊的幻想朋友。起初，麥克和福斯特夫人都認為他很機智和可憐。但到後來，所有幻想朋友都發現，這幻想朋友非常貪心，兼且要從法斯德家奪取所有麻吉之家的資產。                             |
| 51      | Make-Believe It Or Not!                               | Goo不小心幻想出一個個電子遊戲中的大壞蛋，導致大家跌入極大的危險之中。 |
| 52 - 53 | Good Wilt Hunting （60分鐘電視電影） （感恩節特別篇） | 到了年度幻想者同行的日子，所有幻想朋友的原主都會來到麻吉之家探訪，就是除了威特。於是，威特就獨自跨國找原主去了。麥克一夥四處尋找，都見不到威特，卻發現了可可和亞多杜來到麻吉之家的故事，以及麥克母親的幻想朋友。 |

### 第5輯（第54集-第66集）
| 集數 | 主題/標誌                                         | 劇情 |
| ---- | ------------------------------------------------- | --- |
| 54   | Cheese a Go-Go                                    | 布羅堅決相信，起司是一個間諜，為一個邪惡的外星人組織工作，他在看了一部科幻電影並看了一張與他的照片相似的小報導後，竊取了地球上每個人的大腦。 |
| 54   | The Buck Swaps Here                               | 老實的亞多杜在二手交易市場撿到了一百塊錢,但一時之間不知道該怎麼使用它？是該把錢交給警察先生,還是安心的收下來呢？布羅、麥克、法斯德女士和他那些幻想朋友們都在打那張鈔票的主意,這下該怎麼辦?                                                       |
| 56   | Say It Isn't Sew                                  | 布羅、麥可和所有幻想朋友們今天要去遊樂園玩喔！那裡最好玩也最有名的就是那座叫作嘔吐彗星的雲霄飛車,驚險刺激讓人坐完之後會忍不住想嘔吐,頑皮鬼布羅和麥克打賭看誰可以搭最多次又不會吐出來,但是布羅好像把遊戲規則搞反了,他居然把先嘔吐當成致勝的關鍵？ |
| 57   | Something Old, Something Bloo                     | 所有人聽好,我們今天要去老人之家做社區服務,大家要拿出最好的一面逗那些老人家開心喔！ |
| 58   | The Bloo Superdude and the Magic Potato of Power! | 天哪！平時異想天開喜歡頑皮搗蛋的布羅居然想要說故事,喔~他說的是一個關於超級英雄如何拯救世界,維護世界和平的故事,他這次又想要耍什麼把戲呀？ |
| 59   | Schlock Star                                      | 法斯德家要開演唱會囉,聽起來真的很不錯喔,吭！？布羅,你到底來攪和什麼,我看你八成是來搗亂的嘛！ |
| 60   | The Bride to Beat                                 | 麥克最近怪怪的，整天裝成大人的樣子，還到處破壞傢俱讓我修，真是搞不清楚他到底在想些什麼！法蘭珂我要去參加我表姊的婚禮，妳千萬不要告訴布羅喔！ |
| 61   | Affair Weather Friends                            | 福斯特之家最近來了一個叫作貝瑞的小傢伙，別看他年紀輕輕，他可擁有不少錢喔，什麼？！原來他是玩具大王的兒子啊，難怪會這麼有錢，聽說他這次來法斯德家是為了領養幻想朋友，不知道他會選誰耶？                                                           |
| 62   | Ticket to Rod                                     | 布羅是羅得探戈的超級粉絲，為了拿到羅得最新電影的首映會門票簡直是不擇手段，粗心大意的布羅好不容易把門票騙到手了，結果又把票放在家裡沒帶到現場，這下子可糗大了！想知道布羅還會發生什麼樣的糗事嗎？                                                 |
| 63   | Nightmare on Wilson Way （萬聖節特別篇）          | 可怕又好玩的萬聖節又來囉？什麼？！喔不！布羅又把他那個無聊的驚喜罐拿出來了，每次都這樣，到處騙人把罐子打開，其實大家都知到罐子裡頭只是一隻很普通的彈簧蛇，還自以為整到人了勒、吭？                                                               |
| 64   | Better Off Ed                                     | 平時膽子最小的亞多杜為了在孩子們面前當個大英雄，平時故意裝得很勇敢，怕事的他這次居然和搗蛋鬼布羅槓上了！ |
| 65   | The Little Peas                                   | 話說一個長得像豌豆般大小的幻想朋友小豌豆為了拯救整個法斯德家族真是費勁苦心，但是他身材那麼小，一般人根本就看不到他，想知道他會想出哪些好點子嗎，他到底能不能藉著這次機會小兵立大功呢？                                                           |
| 66   | Let Your Hare Down                                | 話說有一天大家都受不了嚴肅又古板的何立蒙先生了，因為他不管做什麼總是一板一眼分秒不差，所以大家就找了搗蛋鬼布羅來幫他徹徹底底的改造一番。 |

### 第6輯（第67集-第79集）
| 集數    | 主題/標誌                                                                                                 | 劇情 |
| ------- | --- | --- |
| 67      | Jackie Khones and the Case of the Overdue Library Crook                                                   | 麥克的借書證被人偷去借書了，最糟糕的是那個小偷借了書之後卻沒把書還回去，這下子麥克成了圖書館逾期借書的頭號通緝犯，所有的圖書管理員都想要抓他。想知道麥克會想到什麼好辦法解決這個天大的麻煩嗎？神探傑奇出馬囉！ |
| 68      | Mondo Coco                                                                                                | 蔻蔻陰錯陽差成為一個知名的作家，什麼？！居然還跨國到日本發展成為轟動全日本的大名人！！這到底是怎麼一回事？疑~她怎麼會跑到這種冰天雪地的地方啊？！什麼~她竟然和大雪怪談起戀愛了，她的遭遇怎麼會這麼曲折離奇啊！ |
| 69      | Pranks for Nothing                                                                                        | 法斯德女士家居然遭到白蟻入侵，為了除蟲，所有的幻想朋友必須暫時搬到旅館過夜。什麼~！搗蛋鬼布羅居然把它當成渡假了，這個小麻煩不但到處違反何立蒙先生之前定下的規矩，還把旅館弄得一團糟。 |
| 70      | Bloo Tube                                                                                                 | 暴風雨來襲，看來原本安排好去季風水上樂園的行程只好取消了。既然不能出門，那就來看看有哪些好玩的室內遊戲吧！哇~沒想到大家居然迷上攝影，還把自拍的短片PO到V2網上去喔，想知道誰會成為影片排行榜冠軍嗎？疑？！到底在搞什麼鬼啊？！ |
| 71      | Race for Your Life Mac and Bloo                                                                           | 麥克和布羅這對活寶真的是什麼都愛比耶，真沒想到一開始只是比比電動玩具，但是到最後居然連看誰能夠先回到家也拿來當比賽的主題。這到底是怎麼一回事呢？喔喔~看來想平安的回到家對他們來說並不是一件輕鬆的事。 |
| 72 - 74 | Destination: Imagination （60分鐘電視電影）                                                               | 法蘭克厭倦了自己的工作，沒有受到任何人的感謝。有一天，在福斯特太太的前門發現了一個玩具箱。法蘭克被命令帶到閣樓上，想理它都不理，但她知道裡面有一個幻想的朋友，於是打開箱子找到了它。當她向裡看時，她陷入了一個陌生的幻想世界。在那兒，她被神秘的想像中的朋友世界（由船員命名）像公主一樣對待。在解決了一些奇怪的玩具箱考驗和磨難之後，布羅，麥克，威特，亞多杜和蔻蔻發現了法蘭克的下落，並著手將她從這個陌生的世界中解救出來。 |
| 75      | The Bloo Superdude and the Great Creator of Everything's Awesome Ceremony of Fun That He's Not Invited To | 布羅他又在搞什麼鬼啊！明明生病了還不乖乖在床上躺好，這下子感冒怎麼可能會好呢？什麼！！他居然還幻想自己是超級英雄，千里迢迢的想要跑去哪裡啊？！喔不，該不會是麥克的生日派對吧！這下子該怎麼辦呢？！希望麥克的生日不要被這個傢伙破壞了才好。 |
| 76      | Bad Dare Day                                                                                              | 福斯特家舉辦了一場前所未有的打賭大賽，所有的參賽者只要放棄或是做不到對手打賭的題目就算輸了喔！想知道誰才是最後的大贏家嗎？喔天哪，大家怎麼都那麼厲害啊~看樣子有布羅、威特、傑奇康、還有麥克都很有可能進入準決賽喔。 |
| 77      | Read 'Em and Weep                                                                                         | 布羅為亞多杜被收養而感到難過，並舉行試鏡以換取另一位。同時，居民們收到了另一個思想星期六被收養的人的來信。 |
| 78      | Fools and Regulations                                                                                     | 布羅與他的朋友們被迫要選擇待在樓梯上面或者待在房屋外面，因為法蘭珂與何立蒙先生正在法斯德之家辦一個非常重要的派對。 |
| 79      | Goodbye to Bloo                                                                                           | 布羅與他的朋友們認為麥克可能將永遠的搬離這裡了，所以他們打算讓麥克在這裡的最後一天保有最美好的回憶。 |

### 短篇故事及片段
|    | 主題                 | 內容                                                                   |
| -- | -------------------- | ---------------------------------------------------------------------- |
| 01 | Driving Miss Crazy   | 法蘭珂去看看巴士維修的事。維修員指引擎被起司條塞住，無法修理。         |
| 02 | Neighbor Wash        | 為了賠償布羅打碎的陶瓷狗，麥克協助洗車。                               |
| 03 | Ed, Edd, 'n' Eduardo | 亞多杜在公園被「搗蛋三傻」中的女子們圍著。回去時，他沒有告訴別人這事。 |
| 04 | Coco's Can Can       | 蔻蔻以首本名曲跳出極為誇張的舞步動作。                                 |
| 05 | All Zapped Up        | 布羅嘗試擦動石頭，以製作靜電。但結果弄傷了自己......                   |

## 特別發行

### 社會展出
在2006年萬聖節，親親麻吉的兩位主角—麥克和布羅，成為聯合國兒童基金會Trick or Treat活動的宣傳大使。而在2006年感恩節，親親麻吉造型的花車亮相於Macy's Thanksgiving Day Parade，主要是配合Good Wilt Hunting的節目播放。當日，布羅、可可、亞多杜和威特共同唱出披頭四樂團所作的「With a Little Help from My Friends」。

### 主題商品
起初，親親麻吉的主題商品主要是Cartoon Network自家發行。在2006年，先後有兩套親親麻吉雕塑系列公開發售。而第三套會在2007年的新年推出。在此以後，商品發行開始升溫。在2006年4月和5月，美國的漢堡王推出了9款親親麻吉造型的玩具。然後，Scholastic圖書企業推出有關動畫的故事，而CRAVE Entertainment亦推出親親麻吉的Game Boy Advance遊戲。更大規模的發展，就莫過於Mattel將於2007年協助推出有關的主題商品。

### 影視批發
在影視方面，親親麻吉的第一輯DVD將於2007年3月7日推出市面。但在這以前，大家已可透過蘋果電腦公司的ITunes服務下載第一輯的影片。

### 網上發展
在2006年5月15日，Cartoon Network介紹了一個全新的網絡遊戲—Big Fat Awesome House Party。在遊戲當中，大家可以和布羅一起，進行歷時一年的麻吉之家大歷險。大家又可在超過900,000個造型中，選出自己最喜愛的。它們可能會在未來的親親麻吉動畫中出現。

## 環球播放
除了在各國的Cartoon Network頻道播放，親親麻吉亦於France 3（法國）、RPN（菲律賓）、Televisa（墨西哥）、Cuatro TV（西班牙）、Super RTL（德國）、Teletoon（加拿大）、無線電視明珠台和香港有線電視有線兒童台（香港）等頻道播出，範圍甚廣。
中国地区由爱奇艺独家播出。

## 外部連結
- 本節目官方網站 （页面存档备份，存于）
- 本節目官方Blog
- 節目主題音樂